# Dasylirion treleasei
Dasylirion treleasei ist eine Pflanzenart der Gattung Dasylirion aus der Familie der Spargelgewächse (Asparagaceae). Ein englischer Trivialname ist „Trelease Sotol“.

## Beschreibung
Dasylirion treleasei  bildet einen Stamm von 50 bis 200 cm Höhe. Die quadratischen, steifen, glatten, verdickten, variablen, grünen und dichten Laubblätter sind 70 bis 80 cm lang und an der Basis 10 bis 14 mm breit. An den Blatträndern sind die variablen, feinen Randdornen erkennbar. 
Der rispige, holzige Blütenstand wird 3 bis 4 m hoch. Die zahlreichen Blüten sind cremefarben. Die Blühperiode reicht von Juli bis August.
Die eiförmigen Kapselfrüchte enthalten einen Samen und sind 6 bis 7 mm lang und 5,0–6,5 mm breit. Die dreikantigen Samen sind 3,0 bis 3,5 mm lang und 2,5 mm breit.

## Verbreitung und Systematik
Dasylirion treleasei ist in Mexiko in San Luis Potosi, Hidalgo und Queretaro in einem begrenzten Gebiet in Höhenlagen von 1400 bis 1700 m verbreitet. Die Art wächst in Wüstengebieten in offenem, flachen Gelände und an steinigen Hängen, vergesellschaftet mit Agave striata und verschiedenen Opuntia-Arten.
Die Erstbeschreibung als Dasylirion longissimum var. treleasei erfolgte 1998 durch David John Bogler, der bereits in seiner Dissertation von 1994 auf die Art hinwies. Fritz Hochstätter erhob die Varietät 2011 in den Rang einer Art.
Das seltene Dasylirion treleasei ist ein Mitglied der Sektion Quadrangulatum. Typisch sind die steifen, quadratischen Blätter. Sein Erscheinungsbild ähnelt dem von Dasylirion quadrangulatum, jedoch sind Unterschiede in der Blattstruktur und Blütenphänologie erkennbar.
Über die Ökologie von Dasylirion treleasei ist kaum etwas bekannt.

## Nachweise